# Cerro Chungungo
Der Cerro Chungungo (spanisch) ist ein Hügel auf der Livingston-Insel im Archipel der Südlichen Shetlandinseln. Am Kap Shirreff, dem nördlichen Ende der Johannes-Paul-II.-Halbinsel, ragt er südsüdöstlich des Playa Chungungo auf.
Chilenische Wissenschaftler benannten ihn in Verbindung mit dem gleichnamigen Strand nach dem chilenischen Trivialnamen für den Küstenotter (Lontra felina).